# Julian Clay
Julian Clay (geb. Reynolds; * 2. November 1977 in Mandeville) ist eine ehemalige US-amerikanische Sprinterin jamaikanischer Herkunft, die sich auf den 400-Meter-Lauf spezialisiert hatte.
2003 siegte sie bei den Panamerikanischen Spielen in Santo Domingo in der 4-mal-400-Meter-Staffel, und 2004 wurde sie bei den Leichtathletik-Hallenweltmeisterschaften in Budapest Vierte über 400 m.
2004 wurde sie US-Hallenmeisterin über 400 m.
Sie ist mit dem Sprinter Ramon Clay verheiratet.

## Persönliche Bestzeiten
- 200 m: 23,05 s, 21. Mai 2005, Hermosillo
- 400 m: 51,40 s, 11. Juni 2005, New York City
  - Halle: 52,35 s, 6. März 2004, Budapest
- 800 m: 2:03,93 min, 4. August 2007, Uden